# Tano!
Tano! és un duet de música hardcore punk experimental cantat en català format a Girona el 2015.
Al llarg de la seva carrera han publicat tres referències discogràfiques, tocat concerts arreu de Catalunya, la península Ibèrica, part del continent Europeu i en diversos festivals com el Fusiònica i l'Actitud Fest.

## Trajectòria
La llavor del duet es va plantar el 2014, arrel dels concerts pòstums de la gira d'Hurricäde compartint escenari i gira amb els també desapareguts Anchord. La germinació va sorgir al 2015, quan l'Oskar Garcia (Hurricäde) i en Víctor Pelusa (Anchord) es van ajuntar cada vegada de manera més regular al local d'assaig, d'on va acabant sortint les cançons que van conformar el seu àlbum d'estudi homònim publicat el 2016; referència amb la qual varen fer els primers concerts i gires en els que són reconeguts dintre l'escena underground per la intensitat en les seves actuacions en directe. L'any 2019 publiquen Cants als Malsons, disc en que les lletres tenen un caire de llegendes amb un missatge de crítica social i d'introspecció al darrere. A l'any següent, a causa de la pandèmia de Covid, cancel·len els seus plans de gira europea per entrar a enregistrar el seu tercer disc Intanostellar el qual es publica al febrer del 2023.
Tano! és un grup difícil de categoritzar musicalment. Si bé el punk és un clar catalitzador, les estructures matemàtiques, les veus screamo i melòdiques a la vegada i les atmosferes post-hardcore, alimenten un compendi que en el fons pretén sortir d'etiquetes.

## Discografia
- Tano! (2016)
- Cants als Malsons. Onze ocultismes, sabers perduts i altres petites faules d'ultramar (2019)[8]
- Intanostellar. Navegació astronòmica, tercers orígens i més maneres de sortir d'un pou (2023)[7]